# 이종열 (의사)
이종열(李鍾烈, 1972년 3월 27일 ~ )은 대한민국의 내과 전문의이다. 현재, 국립암센터 부속병원 진료부원장과 소화기내과분과 전문의를 겸하고 있다.
- 1991 ∼ 1997 서울대학교 의과대학 의학과 학사
- 2005 ∼ 2007 서울대학교 대학원 의학과 석사
- 2009 ∼ 2011 동국대학교 대학원 의학과 박사수료

- 1997-03 ∼ 1998-02 서울대병원 인턴
- 1998-03 ∼ 2002-02 서울대병원 레지던트
- 2002-04 ∼ 2003-04 해군제6전단 의무대 내과과장
- 2003-04 ∼ 2005-04 서울국군지구병원 소화기내과과장
- 2005-05 ∼ 2006-02 서울대병원 전임의
- 2006-03 ∼ 현재 국립암센터 위암센터 의사직
- 2010-05 ∼ 현재 국립암센터 폐암센터 의사직
- 2012-08 ∼ 2013-07 국립암센터 적정진료관리실 의사직
- 2013-08 ∼ 2016-08 국립암센터 적정진료관리실 적정진료관리실장
- 2016-08 ∼ 2017-08 Cedars-Sinai Medical Center(미국) 장기연수 의사직
- 2017-08 ∼ 2020-01 국립암센터 적정진료관리실 적정진료관리실장
- 2018-01 ∼ 2019-01 국립암센터 부속병원 암진료부문 암진료부문장
- 2019-02 ∼ 2021-02 국립암센터 내시경실 실장
- 2019-02 ∼ 2021-02 국립암센터 소화기내과분과 분과장
- 2021-02 ∼ 현재 국립암센터 부속병원 진료부원장
- 2021-03 ∼ 현재 국립암센터 소화기내과분과 의사직

## 수상, 서훈 및 표창
- 2009 Post Award - The 8th Korea-Japan Joint Symposium on Gastrointestinal Endoscopy
- 2016 개원기념 유공자 원장표창 - 국립암센터
- 2021 Best Abstract Award - 대한상부위장관 헬리코박터학회

## 논문
- 2022년 현재 112편(SCIE = 99, 기타 = 13)

## 저서
- 2019 《위암과 위장관질환 2nd Edition》 대한위암학회